# 筑豊弁

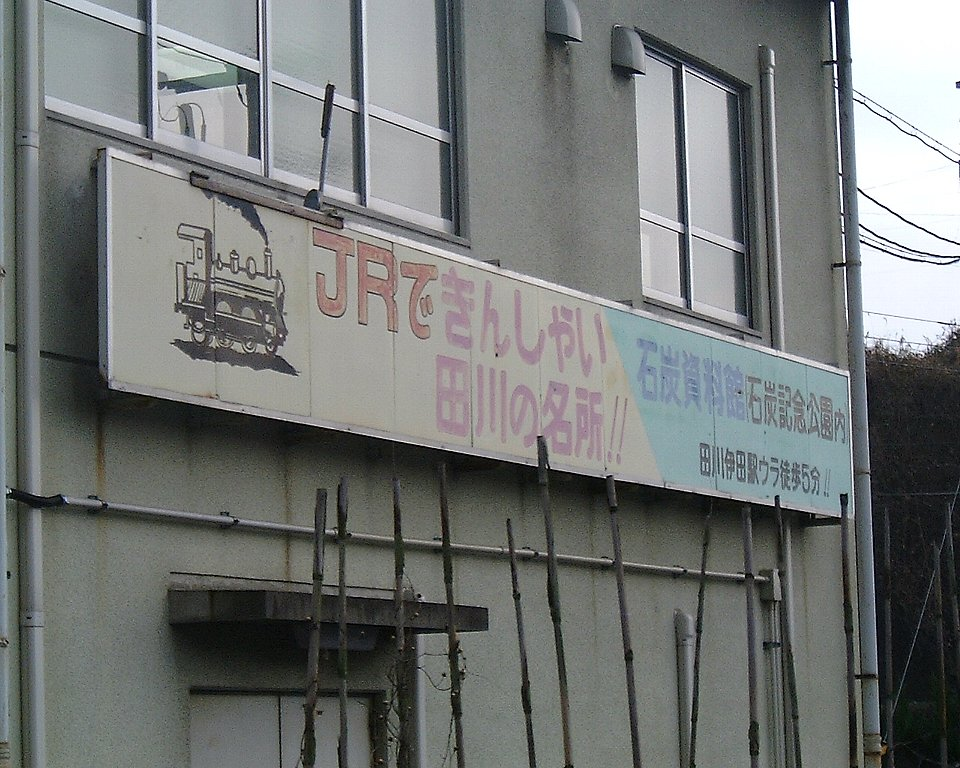
田川伊田駅の看板

筑豊弁（ちくほうべん）は、福岡県筑豊地方で使われている日本語の方言。旧筑前国と旧豊前国に跨る地方であり、方言に関しても肥筑方言（筑前方言）と豊日方言（豊前方言）の接触地帯となっている。
筑豊弁の内部でも地域によって細かな違いがある。旧筑前国側である嘉飯山地区（飯塚市とその周辺）の飯塚弁と、旧豊前国側である田川地区（田川市とその周辺）の田川弁に大きく二分される。田川弁は豊日方言の要素が強くカ語尾（「よか」や「おいしか」など）を用いない。一方で、直鞍地区はアクセントや語彙が筑豊弁のなかで最も肥筑方言的な要素が強い。直方市の直方弁、鞍手町の鞍手弁、旧宮田町の宮田弁などがある。
外輪型東京式アクセントであり、九州方言の中では北九州弁や大分方言と共に、最も標準語のアクセントに近い方言とされる（金田一春彦らの定義による）。

## 主な語彙
（飯）は主に飯塚弁で使われる言葉、（田）は主に田川弁で使われる言葉。
- っちゃ＝（飯・田）だよ。強調に用いることが多い。豊日方言的特徴。（例：田川弁でしゃべれっち言われても急には出らんっちゃ！＝田川弁でしゃべれって言われても急には出ないよ！）
- ばい＝（飯・田）だよ。主に肯定文。「っちゃ」と用法は近い。肥筑方言的特徴。
- き＝（飯・田）ので・から。理由・原因を表す接続助詞。博多弁の「けん」、北九州弁の「け」に相当する。（例：分からんき、教えて＝分からないから、教えて）
- 〜（し）ちょる /（し）ちょう＝（飯・田）〜（し）ている・〜（し終え）ている。（例：このページの予習しちょる？＝（すでに）このページの予習してる？ / 例：ちゃんと顔洗っちょう？＝ちゃんと顔洗った？）
- 〜（し）よる / （し）よう＝（飯・田）〜（し）ている。（例：このページの予習しよる？＝（今継続して）このページの予習している？ / 例：ちゃんと顔洗いよう？＝（習慣的に）ちゃんと顔洗ってる？）
- 〜（ん）じょ / （ん）じょう＝（田）〜ばかり。（例：またいらん事んじょしよるが・・・＝また余計な事ばかりしてるなぁ・・・）
- 〜（っ）ち＝（田）〜（だっ）て。（例：あいつこの事知らんっち＝あいつはこの事を知らないんだって / 例：なんち？＝何て？（何だって？））豊日方言的特徴
- しゃあしい＝（飯・田）うるさい・やかましい。「（作業・手順が）ややこしくて鬱陶しい」という意味でも使われる。
- くらす＝（飯・田）殴る。「食らわす」の変形。
- はよ＝（飯・田）早く。
- いもる＝（飯・田）びびる。
- なん＝（飯・田）なに。
- せんね＝（飯・田）しなさい。
- ばってん＝（飯）だけど・けど。肥筑方言的特徴。（例：そうばってん＝そうだけど）
- きさん＝（飯・田）お前。「お前」を使う人も少なくない。
- なして＝（飯）なんで・どうして。
- なし＝（田）なんで・どうして。
- つまらん / つぁらん＝（飯・田）駄目だ。「つまらない」の意味でも使われる。（例：こっち来（こ）なつぁらんよ＝こっちに来なきゃ駄目だよ）
- おらぶ＝（飯）叫ぶ・大きな声で呼ぶ。
- やろ＝（飯・田）だろ・でしょ。
- せん＝（飯・田）しない。
- ばっさ＝（飯）とても。
- ぱける＝（田）壊れる・故障する。
- からう＝（飯・田）背負う。
- かてる / かたらす＝（飯・田）参加させる。
- なんかかる＝（飯・田）寄りかかる・もたれる。
- うち＝（飯・田）わたし。主に女性が使用。（例：うちんとこは＝私の家庭では）
- ぎょうらしい＝（田）大げさな・騒々しい。
- はがいい＝（田）歯痒い。
- おうちゃきい / ちゃきい＝（田）横着だ。
- むげない / むげねえ＝（田）可哀想だ。
- めんどしい＝（田）恥ずかしい。誤って「面倒くさい」の意味で使う若者も少なくない。
- とっとる＝（田）取ってある。（例：これとっとん？＝これは取ってあるの？）
- わるそ＝（飯・田）悪い子・悪戯っ子・悪ガキ、または悪戯そのものを指す。悪僧坊主（わるそぼうず）。
- げってん＝（飯・田）へそ曲がり・意固地で、すぐに癇癪を起こすこと。「げってんを出す・げってんまわす」等と言う。（例：あん子はいっつもげってんじょう出しよる＝あの子はいつも癇癪ばかり起こしている / 例：こん、げってんもんが！＝この、頑固者（偏屈者）め！）
- とんぴん＝（飯・田）調子（者）、はしゃぐこと、おてんば。動詞として使う場合は、「とんぴんはる（＝調子に乗る、図に乗る）」「とんぴんはねる（＝はしゃぎ回る）」「とんぴんつく（＝調子付く）」などと用いられる。（例：なんとんぴんはっちょんかちゃ＝何調子に乗ってんだよ / 例：あんたがとんぴんはねるきやろ＝あなたがはしゃぎ回るからでしょう / 例：まあ、（お）とんぴん嬢さんやね＝まあ、お転婆なお嬢さんだね）